# Simulium awashense
Simulium awashense är en tvåvingeart som beskrevs av Uemoto, Ogata och Mebrahtu 1977. Simulium awashense ingår i släktet Simulium och familjen knott.
Artens utbredningsområde är Etiopien. Inga underarter finns listade i Catalogue of Life.